# 长治市第五中学
长治市第五中学，简称长治五中，是山西省长治市教育局所属的一所全日制完全中学。

## 历史
长治市第五中学创办于1965年，2007年被省教育厅评为山西省示范高中，2009年8月搬入位于解放东街550号的新校区。

## 校训·办学理念
- 校训：明德 励志 博学 笃行
- 办学理念：为学生终身发展奠基，为教师终身幸福立业